# 悬瓮山
悬瓮山，位于中国山西省太原市，其海拔约1200米，是晋祠的所在地。嘉靖《太原县志》称：“山腹有巨石如瓮形，因以为名。宋仁宗时地震山坼，巨石摧毁，今无复瓮形矣。”因而得名“悬瓮山”。山中有悬瓮山石窟。